# Eintracht Frankfurt 2021-2022 (calcio femminile)
Questa voce raccoglie le informazioni riguardanti la squadra femminile dell'Eintracht Frankfurt nelle competizioni ufficiali della stagione 2021-2022.

## Stagione
La stagione 2021-2022 della squadra femminile dell'Eintracht Francoforte è la seconda disputata in Frauen-Bundesliga, la massima serie del campionato tedesco. Quasi tutta la rosa della precedente stagione è stata confermata, eccetto che per le partenze di Laura Störzel, che ha rescisso il contratto, e di Theresa Panfil, trasferitasi al Werder Brema. Sono state messe sotto contratto il giovane portiere Johann, il difensore olandese Siri Worm e l'attaccante Nicole Anyomi. Nel corso della sessione invernale di calciomercato sono arrivate in difesa l'esperta Sara Doorsoun e la giovane Aehling.
In campionato l'Eintracht ha occupato le posizioni di vertice sin dall'avvio della stagione, concludendo il torneo al terzo posto in classifica con 46 punti, frutto di 15 vittorie, un pareggio e 6 sconfitte, conquistando per la prima volta l'accesso al turno preliminare dell'UEFA Women's Champions League per l'edizione 2022-23. L'ultima partita di campionato, vinta per 4-0 sul Werder Brema, è stata disputata allo Stadion am Brentanobad davanti a 4 520 spettatori, facendo segnare il record di presenze nella stagione 2021-22 della Frauen-Bundesliga. Nella DFB-Pokal der Frauen la squadra, dopo aver superato il Norimberga al secondo turno, è stata eliminata agli ottavi di finale dopo la sconfitta per 2-4 contro il Bayern Monaco.

## Maglie
Le tenute di gioco sono le stesse dell'Eintracht Francoforte maschile.
| Casa | Trasferta | Terza divisa |

## Rosa
Rosa e numeri come da sito ufficiale.
| N. |                     | Ruolo | Calciatrice          |
| -- | ------------------- | ----- | -------------------- |
| 1  | Germania (bandiera) | P     | Merle Frohms         |
| 2  | Brasile (bandiera)  | D     | Letícia Santos       |
| 4  | Germania (bandiera) | D     | Sophia Kleinherne    |
| 6  | Germania (bandiera) | C     | Lea Schneider        |
| 7  | Slovenia (bandiera) | A     | Lara Prašnikar       |
| 8  | Germania (bandiera) | C     | Sjoeke Nüsken        |
| 9  | Germania (bandiera) | A     | Shekiera Martinez    |
| 10 | Germania (bandiera) | A     | Laura Freigang       |
| 11 | Germania (bandiera) | C     | Saskia Matheis       |
| 12 | Germania (bandiera) | D     | Madeleine Steck      |
| 13 | Austria (bandiera)  | D     | Virginia Kirchberger |
| 14 | Svizzera (bandiera) | A     | Géraldine Reuteler   |
| 15 | Svizzera (bandiera) | C     | Sandrine Mauron      |
| 16 | Germania (bandiera) | D     | Janina Hechler       |

| N. |                        | Ruolo | Calciatrice               |
| -- | ---------------------- | ----- | ------------------------- |
| 17 | Germania (bandiera)    | C     | Leonie Köster             |
| 18 | Austria (bandiera)     | D     | Verena Hanshaw            |
| 19 | Germania (bandiera)    | A     | Nicole Anyomi             |
| 20 | Paesi Bassi (bandiera) | D     | Siri Worm                 |
| 21 | Germania (bandiera)    | P     | Hannah Johann             |
| 22 | Islanda (bandiera)     | C     | Alexandra Jóhannsdóttir   |
| 23 | Germania (bandiera)    | D     | Camilla Küver             |
| 24 | Germania (bandiera)    | D     | Anna Aehling              |
| 26 | Germania (bandiera)    | P     | Cara Bösl                 |
| 27 | Austria (bandiera)     | C     | Laura Feiersinger         |
| 28 | Austria (bandiera)     | C     | Barbara Dunst             |
| 31 | Germania (bandiera)    | C     | Tanja Pawollek (capitano) |
| 33 | Germania (bandiera)    | D     | Sara Doorsoun             |

## Calciomercato

### Sessione estiva
| Acquisti | Acquisti      | Acquisti           | Acquisti   |
| R.       | Nome          | da                 | Modalità   |
| -------- | ------------- | ------------------ | ---------- |
| P        | Hannah Johann | Würzburger Kickers | definitivo |
| D        | Siri Worm     | Tottenham          | definitivo |
| A        | Nicole Anyomi | SGS Essen          | definitivo |

| Cessioni | Cessioni       | Cessioni     | Cessioni   |
| R.       | Nome           | a            | Modalità   |
| -------- | -------------- | ------------ | ---------- |
| D        | Laura Störzel  |              | svincolata |
| C        | Theresa Panfil | Werder Brema | definitivo |

### Sessione invernale
| Acquisti | Acquisti      | Acquisti         | Acquisti   |
| R.       | Nome          | da               | Modalità   |
| -------- | ------------- | ---------------- | ---------- |
| D        | Anna Aehling  | Indiana Hoosiers | definitivo |
| D        | Sara Doorsoun | Wolfsburg        | definitivo |

| Cessioni | Cessioni | Cessioni | Cessioni |
| R.       | Nome     | a        | Modalità |
| -------- | -------- | -------- | -------- |

## Risultati

### Frauen-Bundesliga

#### Girone di andata
| Arbitro: | Joos (Leinfelden-Echterdingen) |

|                          |           |             |
| Freigang 38’, 46’ (rig.) | Marcatori | 70’ Hoppius |

| Arbitro: | Westerhoff (Bochum) |

|  |           |               |
|  | Marcatori | 79’ Prašnikar |

| Arbitro: | Breier (Konz) |

|                                                     |           |  |
| Prašnikar 34’ Moorrees 48’ (aut.) Martinez 56’, 86’ | Marcatori |  |

| Arbitro: | Heidenreich (Sereetz) |

|                        |           |           |
| Feldkamp 34’ Billa 55’ | Marcatori | 22’ Küver |

| Arbitro: | Söder (Ingolstadt) |

|  |           |                                    |
|  | Marcatori | 41’ Freigang 79’ (aut.) Ostermeier |

| Arbitro: | Michel (Gau-Odernheim) |

|                                      |           |               |
| Martinez 68’ Freigang 88’ Nüsken 90’ | Marcatori | 80’, 83’ Rall |

| Arbitro: | Arlt (Münster) |

|                              |           |                           |
| Janssen 34’, 90+4’ Roord 66’ | Marcatori | 4’ Prašnikar 20’ Freigang |

| Arbitro: | Westerhoff (Bochum) |

|                                                                           |           |  |
| Dunst 7’, 49’ Freigang 20’ Landmann 27’ (aut.) Prašnikar 34’ Martinez 52’ | Marcatori |  |

| Arbitro: | Arlt (Münster) |

|  |           |               |
|  | Marcatori | 26’ Prašnikar |

| Arbitro: | Wacker (Marbach am Neckar) |

|                                            |           |                                    |
| Prašnikar 2’ Anyomi 10’ Mesjasz 29’ (aut.) | Marcatori | 1’ Kössler 16’ Cerci 85’ Orschmann |

| Arbitro: | Diekmann (Dortmund) |

|                    |           |  |
| Ulbrich 67’ (rig.) | Marcatori |  |

#### Girone di ritorno
| Arbitro: | Joos (Leinfelden-Echterdingen) |

|  |           |                            |
|  | Marcatori | 20’ Martinez 57’ Prašnikar |

| Arbitro: | Arlt (Münster) |

|              |           |                        |
| Freigang 45’ | Marcatori | 35’ Kayikçi 71’ Memeti |

| Arbitro: | Söder (Ingolstadt) |

|                 |           |                          |
| Zawistowska 17’ | Marcatori | 34’ Anyomi 40’ Prašnikar |

| Arbitro: | Wildfeuer (Lubecca) |

|                                     |           |                            |
| Dunst 57’ Prašnikar 68’ Aehling 85’ | Marcatori | 9’ (aut.) Santos 84’ Hagel |

| Arbitro: | Heidenreich (Sereetz) |

|              |           |  |
| Freigang 50’ | Marcatori |  |

| Arbitro: | Derlin (Bad Schwartau) |

|                                                   |           |                         |
| Rall 5’ Schüller 52’ Asseyi 79’ Damnjanović 90+4’ | Marcatori | 28’ Freigang 42’ Anyomi |

| Arbitro: | Wacker (Marbach am Neckar) |

|              |           |                                       |
| Reuteler 85’ | Marcatori | 9’, 26’ Roord 14’ Lattwein 45’ Bremer |

| Arbitro: | Weigelt (Lipsia) |

|  |           |                                                  |
|  | Marcatori | 13’ Hanshaw 16’ Prašnikar 44’ Freigang 53’ Dunst |

| Arbitro: | Derlin (Bad Schwartau) |

|                      |           |             |
| Mauron 57’ Dunst 85’ | Marcatori | 51’ Enderle |

| Arbitro: | Söder (Ingolstadt) |

|  |           |                           |
|  | Marcatori | 72’ Prašnikar 80’ Hanshaw |

| Arbitro: | Diekmann (Dortmund) |

|                                         |           |  |
| Anyomi 10’ Freigang 58’, 87’ Nüsken 63’ | Marcatori |  |

### DFB-Pokal der Frauen
| Arbitro: | Wacker (Marbach am Neckar) |

|  |           |                                                              |
|  | Marcatori | 16’, 81’ Freigang 55’ Mauron 58’ Jóhannsdóttir 64’ Prašnikar |

| Arbitro: | Wildfeuer (Lubecca) |

|                                      |           |                            |
| Schüller 27’ Gwinn 38’ Bühl 55’, 78’ | Marcatori | 42’ Nüsken 64’ Feiersinger |

## Statistiche

### Statistiche di squadra
| Competizione         | Punti | In casa | In casa | In casa | In casa | In casa | In casa | In trasferta | In trasferta | In trasferta | In trasferta | In trasferta | In trasferta | Totale | Totale | Totale | Totale | Totale | Totale | DR  |
| Competizione         | Punti | G       | V       | N       | P       | Gf      | Gs      | G            | V            | N            | P            | Gf           | Gs           | G      | V      | N      | P      | Gf     | Gs     | DR  |
| -------------------- | ----- | ------- | ------- | ------- | ------- | ------- | ------- | ------------ | ------------ | ------------ | ------------ | ------------ | ------------ | ------ | ------ | ------ | ------ | ------ | ------ | --- |
| Frauen-Bundesliga    | 46    | 11      | 8       | 1       | 2       | 30      | 15      | 11           | 7            | 0            | 4            | 19           | 11           | 22     | 15     | 1      | 6      | 49     | 26     | +23 |
| DFB-Pokal der Frauen | -     | 0       | 0       | 0       | 0       | 0       | 2       | 2            | 1            | 0            | 1            | 7            | 4            | 2      | 1      | 0      | 1      | 7      | 4      | +3  |
| Totale               | -     | 11      | 8       | 1       | 2       | 30      | 15      | 13           | 7            | 0            | 6            | 24           | 17           | 24     | 15     | 1      | 8      | 54     | 32     | +22 |

### Andamento in campionato
| Giornata  | 1 | 2 | 3 | 4 | 5 | 6 | 7 | 8 | 9 | 10 | 11 | 12 | 13 | 14 | 15 | 16 | 17 | 18 | 19 | 20 | 21 | 22 |
| --------- | - | - | - | - | - | - | - | - | - | -- | -- | -- | -- | -- | -- | -- | -- | -- | -- | -- | -- | -- |
| Luogo     | C | T | C | T | T | C | T | C | T | C  | T  | T  | C  | T  | C  | C  | T  | C  | T  | C  | T  | C  |
| Risultato | V | V | V | P | V | V | P | V | V | N  | P  | V  | P  | V  | V  | V  | P  | P  | V  | V  | V  | V  |
| Posizione | 1 | 1 | 1 | 4 | 3 | 1 | 4 | 3 | 2 | 4  | 4  | 4  | 4  | 4  | 3  | 3  | 4  | 4  | 4  | 4  | 4  | 3  |

Legenda:

Luogo: C = Casa; T = Trasferta. Risultato: V = Vittoria; N = Pareggio; P = Sconfitta.

### Statistiche delle giocatrici
| Giocatore        | Frauen-Bundesliga | Frauen-Bundesliga | Frauen-Bundesliga | Frauen-Bundesliga | DFB-Pokal der Frauen | DFB-Pokal der Frauen | DFB-Pokal der Frauen | DFB-Pokal der Frauen | Totale   | Totale | Totale      | Totale     |
| Giocatore        | Presenze          | Reti              | Ammonizioni       | Espulsioni        | Presenze             | Reti                 | Ammonizioni          | Espulsioni           | Presenze | Reti   | Ammonizioni | Espulsioni |
| ---------------- | ----------------- | ----------------- | ----------------- | ----------------- | -------------------- | -------------------- | -------------------- | -------------------- | -------- | ------ | ----------- | ---------- |
| A. Aehling       | 1                 | 1                 | 0                 | 0                 | -                    | -                    | -                    | -                    | 1        | 1      | 0           | 0          |
| N. Anyomi        | 17                | 4                 | 0                 | 0                 | 1                    | 0                    | 0                    | 0                    | 18       | 4      | 0           | 0          |
| C. Bösl          | 0                 | 0                 | 0                 | 0                 | 1                    | 0                    | 0                    | 0                    | 1        | 0      | 0           | 0          |
| S. Doorsoun      | 9                 | 0                 | 1                 | 1                 | -                    | -                    | -                    | -                    | 9        | 0      | 1           | 1          |
| B. Dunst         | 22                | 5                 | 4                 | 0                 | 2                    | 0                    | 0                    | 0                    | 24       | 5      | 4           | 0          |
| L. Feiersinger   | 21                | 0                 | 2                 | 0                 | 2                    | 1                    | 0                    | 0                    | 23       | 1      | 2           | 0          |
| L. Freigang      | 21                | 12                | 1                 | 0                 | 2                    | 2                    | 0                    | 0                    | 23       | 14     | 1           | 0          |
| M. Frohms        | 22                | -26               | 0                 | 0                 | 1                    | -4                   | 0                    | 0                    | 23       | -30    | 0           | 0          |
| V. Hanshaw       | 20                | 2                 | 2                 | 0                 | 2                    | 0                    | 0                    | 0                    | 22       | 2      | 2           | 0          |
| J. Hechler       | 11                | 0                 | 0                 | 0                 | 1                    | 0                    | 0                    | 0                    | 12       | 0      | 0           | 0          |
| H. Johann        | 0                 | 0                 | 0                 | 0                 | -                    | -                    | -                    | -                    | 0        | 0      | 0           | 0          |
| A. Jóhannsdóttir | 17                | 0                 | 0                 | 0                 | 2                    | 1                    | 0                    | 0                    | 19       | 1      | 0           | 0          |
| V. Kirchberger   | 9                 | 0                 | 1                 | 0                 | 1                    | 0                    | 0                    | 0                    | 10       | 0      | 1           | 0          |
| S. Kleinherne    | 22                | 0                 | 1                 | 0                 | 2                    | 0                    | 0                    | 0                    | 24       | 0      | 1           | 0          |
| L. Köster        | 10                | 0                 | 1                 | 0                 | 1                    | 0                    | 0                    | 0                    | 11       | 0      | 1           | 0          |
| C. Küver         | 8                 | 1                 | 1                 | 0                 | 1                    | 0                    | 0                    | 0                    | 9        | 1      | 1           | 0          |
| S. Martinez      | 19                | 5                 | 0                 | 0                 | 2                    | 0                    | 0                    | 0                    | 21       | 5      | 0           | 0          |
| S. Matheis       | 2                 | 0                 | 0                 | 0                 | 1                    | 0                    | 0                    | 0                    | 3        | 0      | 0           | 0          |
| S. Mauron        | 21                | 1                 | 0                 | 0                 | 2                    | 1                    | 0                    | 0                    | 23       | 2      | 0           | 0          |
| S. Nüsken        | 22                | 2                 | 0                 | 0                 | 1                    | 1                    | 0                    | 0                    | 23       | 3      | 0           | 0          |
| T. Pawollek      | 4                 | 0                 | 0                 | 0                 | -                    | -                    | -                    | -                    | 4        | 0      | 0           | 0          |
| L. Prašnikar     | 22                | 11                | 0                 | 0                 | 2                    | 1                    | 0                    | 0                    | 24       | 12     | 0           | 0          |
| G. Reuteler      | 6                 | 1                 | 0                 | 0                 | -                    | -                    | -                    | -                    | 6        | 1      | 0           | 0          |
| L. Santos        | 14                | 0                 | 1                 | 0                 | 2                    | 0                    | 0                    | 0                    | 16       | 0      | 1           | 0          |
| L. Schneider     | 0                 | 0                 | 0                 | 0                 | -                    | -                    | -                    | -                    | 0        | 0      | 0           | 0          |
| M. Steck         | 1                 | 0                 | 0                 | 0                 | 1                    | 0                    | 0                    | 0                    | 2        | 0      | 0           | 0          |
| S. Worm          | 5                 | 0                 | 0                 | 0                 | 2                    | 0                    | 0                    | 0                    | 7        | 0      | 0           | 0          |